# 交響的協奏曲 (フルトヴェングラー)
ピアノと管弦楽のための交響的協奏曲 ロ短調は、ヴィルヘルム・フルトヴェングラーによって作曲された、事実上のピアノ協奏曲である。
1924年から1937年にかけて作曲された。

## 初演
1937年10月、ミュンヘンにおいて、エドヴィン・フィッシャー独奏、作曲者指揮、ベルリン・フィルハーモニー管弦楽団により初演された。
日本初演は、1987年11月24日、サントリーホールにおいて、園田高弘独奏、ホルスト・シュタイン指揮、NHK交響楽団により行われた。

## 作品の内容
ブルックナーの影響の濃い作品である。約60分を要し、ソラブジの作品やブゾーニの男声合唱付きのピアノ協奏曲（約80分）には及ばないものの、ピアノ協奏曲としては長大である。

### 第1楽章 Schwer
ロ短調、ソナタ形式。冒頭、木管と弦による4度上行音形が呈示される。これは後の交響曲第1番の冒頭に似た雰囲気を持っている。オーボエ・ソロに導かれるように弦楽器のトレモロは音量を増し、全合奏で和音が打撃されると、ピアノ独奏が冒頭の動機を力強く奏する。再びオーケストラが盛り上がると、ピアノに憂鬱な旋律が現れる。凄まじい大音響と、静かなソロが交互に現れる。しかし、展開部はひたすらに悲劇的であり、非常に分厚い音響が続く。やがて、静かに再現部が開始される。金管群が冒頭動機を吹き鳴らすと、カデンツァに入る。そして、コーダとなり、圧倒的な音響のうちにクライマックスを迎え、冒頭動機が鳴り渡り、一気に曲を閉じる。演奏時間30分。

### 第2楽章 Adagio solenne
ニ長調。弦楽器の緩やかであたたかい旋律で開始される。クラリネットが寄り添う。そして、ピアノが静かに歌う。第1楽章とは打って変わって落ち着いた歩みで曲は進み、頂点を迎えると次第に音量を落とし、ピアノから弦楽器へと主題が受け渡され、やや憂いを含んだ、静かな終結となる。演奏時間12分。

### 第3楽章 Allegro - Allegretto moderato
ロ短調。ファゴット・ソロで始まる。クラリネットから弦へと受け渡される。ホルンも加わる。静かで陰鬱な雰囲気の中、印象的な上行音形を伴ってピアノが流れるような旋律を静かに呈示する。オーケストラが加わって音量を増し、ピアノとオーケストラが対話する。リズミカルな旋律も登場し、2つの旋律を軸にして音楽は進んでゆく。第1楽章のような圧倒的な音響空間が出現し、頂点に達すると、上行音形が木管や弦に受け渡され、ピアノに流れるような旋律が回帰する。そして、旋律線は緩やかに下降し、音量も落ちてゆく。そして、弦楽器によるロ長調主和音で静かに曲を閉じる。演奏時間約18分。

## 録音
演奏機会の少ない作品ながら、録音は複数存在する。フルトヴェングラーの作品としては珍しく、自作自演が残されている。
- エドヴィン・フィッシャー独奏、作曲者指揮、ベルリン・フィルハーモニー管弦楽団。（第2楽章のみ）Naxos 8.110879。（近年、前後して録音されたと思われる放送用録音による全曲盤が発見された）
- エリック・テン＝ベルク独奏、ラファエル・クーベリック指揮、バイエルン放送交響楽団。TAH 197。
- シュテファン・メラー独奏、野口剛夫指揮、東京フルトヴェングラー研究会管弦楽団。Seelenklang:FIT-3。

また、ダニエル・バレンボイム、パウル・バドゥラ＝スコダなどによって再演されている。